# 9845 Okamuraosamu
A 9845 Okamuraosamu (ideiglenes jelöléssel 1990 FM1) a Naprendszer kisbolygóövében található aszteroida. Endate Kin és  Vatanabe Kazuró fedezte fel 1990. március 27-én.